# Example
Elliot John Gleave (20. lipnja 1982.) poznatiji pod imenom Example, je engleski pjevač i reper. Nastanak njegovog umjetničkog imena je povezan s inicijalima njegovog pravog imena jer je E.G. kratica za latinsku frazu exempli gratia ("na primjer").
Example prvi put nailazi na uspjeh nakon izdavanja drugog studijskog albuma, Won't Go Quietly, koji se popeo na četvrto mjesto na UK Albums Chart-u. Taj album sadrži dva singla koja su bila među prvih deset, "Won't Go Quietly" i "Kickstarts". Njegov treći album Playing in the Shadows je pušten u prodaju 4. rujna 2011. te se popeo na prvo mjesto na UK Album Chart-u s čak dva singla koja su imala prvo mjesto, "Changed the Way you Kissed Me" i "Stay Awake". Njegov četvrti album, The Evolution of Man je pušten u prodaju 19. studenog 2012.